# Jogos do Extremo Oriente de 1925
Os Jogos do Extremo Oriente de 1925 foram a sétima edição do evento multiesportivo, que ocorreu em Manila, nas Filipinas. As Filipinas venceram esta edição.

## Participantes
Três países participaram do evento:
- China
- Filipinas
- Japão